# Soul Dancing
Soul Dancing es el tercer álbum de la cantante y productora Taylor Dayne, fue realizado en 1993 nuevamente por Arista Records, siendo este su último disco para la Compañía, incluye los hits: "Send Me a Lover" una potente balada que confirmó su calidad interpretativa y que años más tarde fue versionado por Celine Dion, "I'll Wait" y "Say a Prayer" se convirtieron en sucesos dentro de las Discotecas de EUA, Canadá y algunos países de Europa, de hecho Say A Prayer se editó curiosamente en su próximo disco Greatest Hits que lo contenía, pero en versión remix, además contiene su versión del clásico de Barry White "Can't Get Enough of Your Love en la voz de Taylor Dayne adquirió el otro extremo sexy de la composición (la contrapartida femenina), también contó con diversas remezclas.

## Lista de canciones

### Edición estándar
| N.º   | Título                                                 | Escritor(es)                              | Productor(es)     | Duración |  |
| 1.    | «I'll Wait»                                            | Taylor Dayne, S. Pettibone, T. Shimkin    | S. Pettibone      | 4:46     |  |
| 2.    | «Send Me a Lover»                                      | R. Hahn, G. Thatcher                      | Humberto Gatica   | 4:29     |  |
| 3.    | «Can't Get Enough of Your Love»                        | Barry White                               | Clivillés & Cole  | 4:28     |  |
| 4.    | «Say A Prayer»                                         | Taylor Dayne, S. Pettibone, T. Shimkin    | S. Pettibone      | 5:24     |  |
| 5.    | «Dance With A Stranger»                                | M. S. Cawley                              | Rick Wave         | 4:29     |  |
| 6.    | «I Could Be Good for You»                              | Diane Warren                              | Rick Wave         | 4:26     |  |
| 7.    | «Soul Dancing»                                         | Taylor Dayne, S. Pettibone, T. Shimkin    | S. Pettibone      | 4:35     |  |
| 8.    | «The Door to Your Heart» ((Duet con Keith Washington)) | Diane Warren                              | Rick Wave         | 4:12     |  |
| 9.    | «Someone Like You»                                     | Taylor Dayne, L. Golden, T. Faragher      | Rick Wave         | 3:51     |  |
| 10.   | «Memories»                                             | Taylor Dayne, L. Golden, T. Faragher      | Rick Wave         | 4:47     |  |
| 11.   | «If You Were Mine»                                     | Taylor Dayne, N. Michael Walden, J. Cohen | N. Michael Walden | 5:01     |  |
| 50:32 |                                                        |                                           |                   |          |  |

| Pista adicional para Europa |                                  |                                           |                   |          |  |
| N.º                         | Título                           | Escritor(es)                              | Productor(es)     | Duración |  |
| 12.                         | «Let's Spend the Night Together» | Taylor Dayne, N. Michael Walden, J. Cohen | N. Michael Walden | 5:36     |  |
| 50:32                       |                                  |                                           |                   |          |  |

- Datos: Q9079138